# Floella Benjamin, Baroness Benjamin

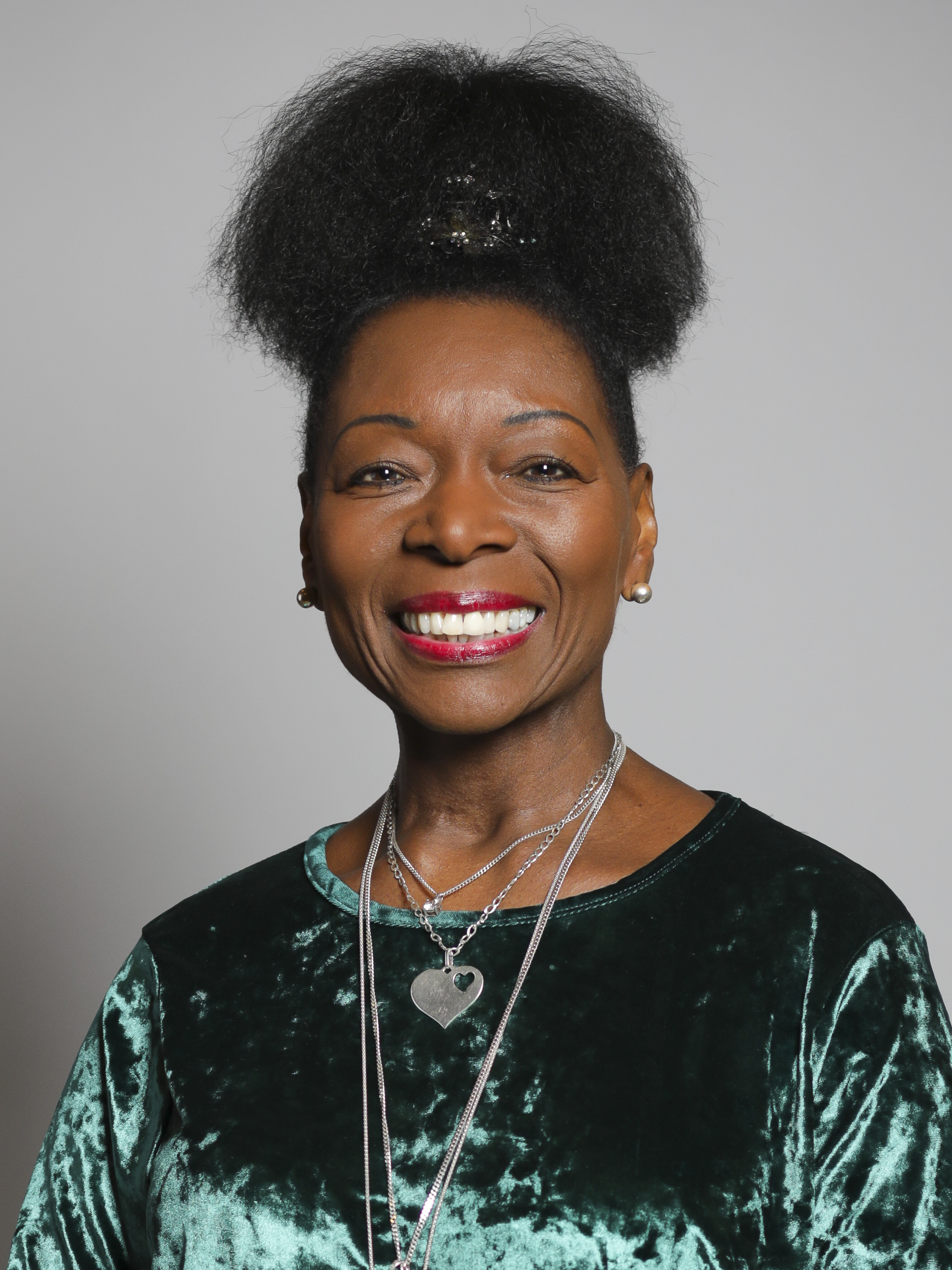
Floella Benjamin, Baroness Benjamin (2019)

Floella Karen Yunies Benjamin, Baroness Benjamin, OM, DBE, DL (* 23. September 1949 in Pointe-à-Pierre, Trinidad) ist eine britische Schauspielerin, Autorin, Fernsehmoderatorin, Geschäftsfrau, Politikerin (Liberal Democrats) und Life Peeress.

## Leben

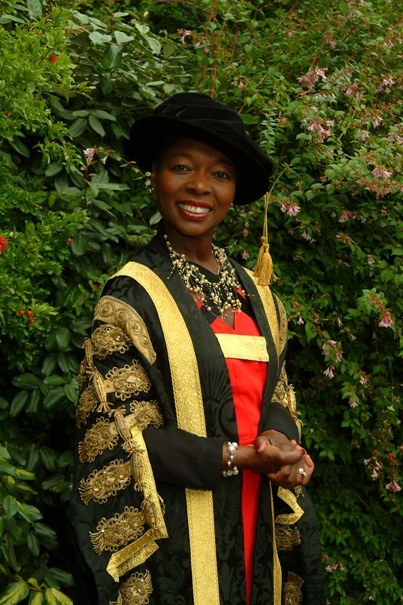
Floella Benjamin (2006)

### Familie und Theater
Benjamin wurde als Floella Benjamiyn (Geburtsname) auf der Insel Trinidad als eines von sechs Kindern geboren. Sie hatte drei Brüder und zwei Schwestern. Ihr Vater, ursprünglich Polizeibeamter und ein begeisterter Musiker, verließ mit seiner Frau Trinidad und kam nach Großbritannien, wo er, wie bereits zuvor, als Jazz-Saxophonist tätig war. Er ließ sich in Beckenham, South London, nieder. Die sechs Kinder blieben zunächst in der Obhut von Freunden der Familie auf Trinidad zurück. 1960 kam Floella Benjamin mit ihren Geschwistern nach Großbritannien. Sie besuchte die Rosemead Preparatory School. Sie verließ früh die Schule und arbeitete zwei Jahre als Angestellte in einer Bank. Für die A-levels besuchte sie eine Abendschule. 1973 bewarb sie auf eine Anzeige, in der Sänger und Tänzer für eine Tournee-Produktion des Musicals Hair gesucht wurden. Bei dieser Produktion lernte sie auch ihren späteren Ehemann Keith Taylor kennen, der als Inspizient tätig war.
Auf der Bühne erschien sie in der Folgezeit im Londoner West End in den Musicals Hair, Jesus Christ Superstar, in der musikalischen Komödie The Black Mikado nach Motiven von Gilbert & Sullivan (Cambridge Theatre, London 1975 als Pitti-Sing; mit Michael Denison als Partner) und in der Komödie The Husband in Law (mit Kenneth Williams als Partner). Außerdem trat sie als Pantomime auf.

### Film und Fernsehen
Im Kino spielte sie 1975 in dem Horrorfilm Der Teufel in ihr (I Don't Want to Be Born) eine Krankenschwester; in der Filmkomödie Black Joy (1977) war sie in der Rolle der Miriam zu sehen.
Ihr Debüt im Fernsehen hatte sie 1974 in einer Episode der Fernsehserie Love Thy Neighbour. Ihr Durchbruch als ernsthafte Schauspielerin gelang ihr in der Gefängnisserie Within These Walls, in der sie in insgesamt sechs Folgen die inhaftierte Prostituierte Barbara spielte. Im Fernsehen hatte sie Episoden- und Gastrollen unter anderem in der Fernsehserie Crown Court (1974), in der Sitcom The Mixed Blessing (1978), in der Fernsehserie Angels  (1978–1979) sowie in den Krimiserien Dixon of Dock Green (1975) und The Gentle Touch (1980). Sie spielte 1981 die Rolle der Juniper in der ersten Episode der Fernsehserie Bergerac.
2007, 2008 und 2009 trat sie in der Doctor-Who-Spinoffserie The Sarah Jane Adventures als Professorin Rivers vom Pharos Institute in den Episoden The Lost Boy, Day of the Clown und The Eternity Trap auf. Sie sprach drei „Making of“-Dokumentationen auf dem Doctor-Who-DVD-Boxset, The Black Guardian Trilogy. 2007 spielte sie eine kleinere Rolle in der britischen Filmkomödie Run, Fatboy, Run.

### Moderatorin, Produzentin und Autorin
1976 begann sie als Moderatorin von Kinderserien tätig zu werden. Sie ist bekannt als Moderatorin von Kindersendungen, wie zum Beispiel Play School, Play Away und Fast Forward. Über vierzehn Jahre moderierte sie bis Anfang der 1990er Jahre die Sendung Play School.
1987 gründete sie mit ihrem Ehemann Keith Taylor die Filmproduktionsgesellschaft Floella Benjamin Productions. Sie ist dort Chief Executive. Ihre Funktion als Direktion ruht seit 7. Dezember 2011.
Benjamin ist Autorin zahlreicher Kinderbücher. Ihr zwanzigstes Buch, die Autobiografie Coming To England, wurde 1997 veröffentlicht. Diese für ein jüngeres Publikum geschriebene Lebensgeschichte stellte ausführlich Benjamins eigene Erfahrungen mit Rassismus und Diskriminierung als „farbiges“ Mädchen und als Kind von Immigranten aus der Karibik dar. Ihre Autobiografie wurde 2003 von der BBC unter dem Titel Coming tO England auch verfilmt; Benjamin hatte darin einen Cameo-Auftritt als Lehrerin.

## Mitgliedschaft im House of Lords
In der Dissolution Honours List 2010 wurde am 28. Mai 2010 ihre Ernennung zum Life Peer für die Liberal Democrats angekündigt. Mit Letters Patent vom 26. Juni 2010 wurde sie entsprechend als Baroness Benjamin, of Beckenham in the County of Kent, geadelt. Am 28. Juni 2010 wurde sie mit Hilfe von Navnit Dholakia, Baron Dholakia und Rosalind Scott, Baroness Scott of Needham Market offiziell ins House of Lords eingeführt. Ihre Antrittsrede hielt sie am 5. Oktober 2010.
Als Themen von politischem Interesse gibt sie auf der Webseite des Oberhauses Kinder, Jugendliche und junge Menschen, Medien, Kultur und Kunst, Sport, Bildung, kulturelle Vielfalt und Gleichheit an. Als Staaten von Interesse nennt sie alle karibischen Länder, sowie Frankreich, Ghana, Südkorea, Südafrika und die USA.
Sie ist regelmäßig an Sitzungstagen anwesend.

## Bildungs- und Wohltätigkeitsinteressen
Benjamins Interesse für den Bildungssektor führte auch zu einer Mitgliedschaft in der 4Rs Commission, die von den Liberaldemokraten gegründet wurde, um die Grundschulbildung in Großbritannien zu überprüfen. Sie ist Vizepräsidentin (Vice-President) der britischen Wohltätigkeitsorganisation National Children’s Home (NCH Action for Children, früher Action for Children) und von Barnardo's, einer Wohltätigkeitsorganisation für Kinder und Jugendliche. Sie war in der Hall of Fame der National Society for the Prevention of Cruelty to Children (NSPCC). Sie organisiert den London Marathon, um Spenden für Barnardo's und die Sickle Cell Society zu sammeln. Benjamin ist auch Kulturbotschafterin für die Olympischen Sommerspiele 2012 in London.
In der Zeichentrickserie Mama Mirabelles Tierkino, die von dem Fernsehkanal BBCs CBeebies ausgestrahlt wurde, lieh sie ihre Stimme der Elefantenmutter Mama Michelle.
Im Juli 2007 sprach sie über den ihrer Meinung nach niedrigen Standard des Kinderfernsehens.

## Ehrungen und Ämter
Benjamin wurde 2001 zum Officer des Order of the British Empire ernannt, in Anerkennung für ihre Verdienste um den Rundfunk. Zu dieser Zeit war sie Vorsitzende (Chairman) der British Academy of Film and Television Arts (BAFTA). Sie erhielt 2004 den Children’s BAFTA Special Award. Sie war fünf Jahre lang Vorsitzende (Chairman) des Women of the Year Lunch und Millennium Commissioner. Sie ist Präsidentin des Elizabeth ’R’ Commonwealth Broadcasting Fund und Rektorin (Governor) der National Film and Television School. Sie ist seit 2001 Rektorin (Governor) des Dulwich College, wo ihre Mutter arbeitete und das ihr Sohn besuchte. Benjamin ist Vizepräsidentin (Vice-President) der Royal Commonwealth Society. Von 2003 bis 2006 war Benjamin Mitglied des Content Board von Ofcom.
2006 erhielt sie einen Abschluss ehrenhalber (Honorary Graduate) der University of Exeter und wurde mit der Ehrendoktorwürde eines „Doctor of Letters“ (Exoniensis) (D.Litt) ausgezeichnet. Benjamin wurde am 8. Juni 2006 Kanzlerin der University of Exeter und damit Nachfolgerin von Robert Alexander, Baron Alexander of Weedon. 2008 wurde sie zum Deputy Lieutenant von Greater London ernannt. 2020 wurde sie zur Dame Commander des Order of the British Empire erhoben.
Sie ist Chair of Governors der Isle of Sheppey Academy und Mitglied des Aufsichtsrates (Board) des Olympic Diversity & Inclusion Committee. Außerdem ist sie Mitglied des Treuhandrates (Trustee) von Sparks, einer Charity-Organisation, die sich speziell der medizinischen Forschung von Krankheiten von Kindern widmet.
Im Juni 2022 enthüllte sie als Vorsitzende des Windrush-Gedenkkomitees in Gegenwart von Prinz William im Bahnhof London Waterloo das National Windrush Monument des Künstlers Basil Watson. Am 11. November 2022 wurde sie in den Order of Merit aufgenommen.

## Familie
Sie ist mit Keith Taylor verheiratet und hat zwei Töchter.

## Veröffentlichungen
- Floella's Fun Book, Methuen Publishing Ltd, 1984, ISBN 978-0-416-46110-7
- Why the Agouti Has No Tail and Other Stories, Hutchinson, 1984, ISBN 978-0-09-156800-9
- Floella's Favourite Folk Tales, Red Fox, 1986, ISBN 978-0-09-947660-3
- Fall about with Flo, Arrow Books Ltd, 1998, ISBN 978-0-09-937500-5
- Floella's Funniest Jokes, Beaver Bks., 1985, ISBN 978-0-09-943120-6
- Caribbean Cookery, Random House UK, 1986, ISBN 978-0-7126-9474-2
- Floella's Fabulous Bright Ideas Book, Methuen Publishing Ltd, 1986, ISBN 978-0-416-52880-0
- Floella's Cardboard Box Book, Methuen Chi.Bks. 1987, ISBN 978-0-416-04442-3
- Floella's Floor Board Book, Beehive Books, London, 1986, ISBN 978-1-85155-038-8
- How Will We Go? (Flo & Aston's Books), Andre Deutsch Ltd, 1987, ISBN 978-0-233-98063-8
- How Do You Eat It? (Flo & Aston's Books), Andre Deutsch Ltd, 1988, ISBN 978-0-233-98065-2
- Snotty and the Rod of Power, Heinemann Young Books, 1987, ISBN 978-0-434-93045-6
- Exploring Caribbean Food in Britain, Mantra Lingua, ISBN 978-0-947679-89-7
- For Goodness Sake: A Guide to Knowing Right from Wrong, Harpercollins/STL, 1994, ISBN 978-0-551-02799-2
- Skip Across the Ocean: Nursery Rhymes from Around the World, Frances Lincoln, 1988, ISBN 978-1-84507-788-4
- Coming To England, Puffin, 1997, ISBN 978-0-14-038081-1
- Arms of Britannia, Walker Books, 2010, ISBN 978-1-4063-0146-5
- My Two Grannies, Frances Lincoln, 2010, ISBN 978-1-84780-034-3 (mit Margaret Chamberlain)
- My Two Grandads, Frances Lincoln Ltd, 2011, ISBN 978-1-84780-060-2
- Sea of Tears, Frances Lincoln Childrens Books, 2011, ISBN 978-1-84780-058-9